# Mexicaneros
Les mexicaneros sont un groupe ethnique du nord du Mexique et un peuple de langue náhuatl.

## Emplacement
Ils sont situés majoritairement dans l'État de Durango au nord du Mexique, dans la municipalité du Mezquital,  Durango, Nombre de Dios, Suchil et Pueblo nuevo mais  aussi se trouvent dans les états de Nayarit, Zacatecas et Jalisco.

## Langue
La langue mexicanero est actuellement parlé par environ 1300 locuteurs.

## Habillement
Les personnes âgées et chez les femmes utilisent encore des vêtements traditionnels: pantalon et chemise en coton et sandales en cuir de vache pour les hommes; chemisiers, jupes et chaussures en toile ou des sandales de différentes couleurs pour les femmes.